# 세종 구 산일제사 공장
세종 구 산일제사 공장은 세종특별자치시 조치원읍에 있는 옛 공장이다. 2019년 6월 5일 대한민국의 국가등록문화재 제754호로 지정되었다.

## 현지 안내문
최초 산일제사공장의 건물로서 톱날형 지붕 구조는 북쪽에 창을 높게 설치하여 내부에 균일한 빛을 받기위한 것이며, 이는 초기 산업유산으로서 제사공장 건축을 이해할 수 있다는 측면에서 의미가 있다. 또한 한국전쟁 당시 조치원여자고등학교 임시교사로 사용되었던 장소로 지역적, 역사적 의미를 지닌 건물로 보존가치가 크다.
- 제사공장(製絲工場) : 누에고치에서 실을 만드는 공장

## 같이 보기
- 조치원여자고등학교
- 양잠업
- 한국 전쟁

## 참고 자료
- 세종 구 산일제사 공장 - 국가유산청 국가유산포털